# 俄罗斯—土耳其关系

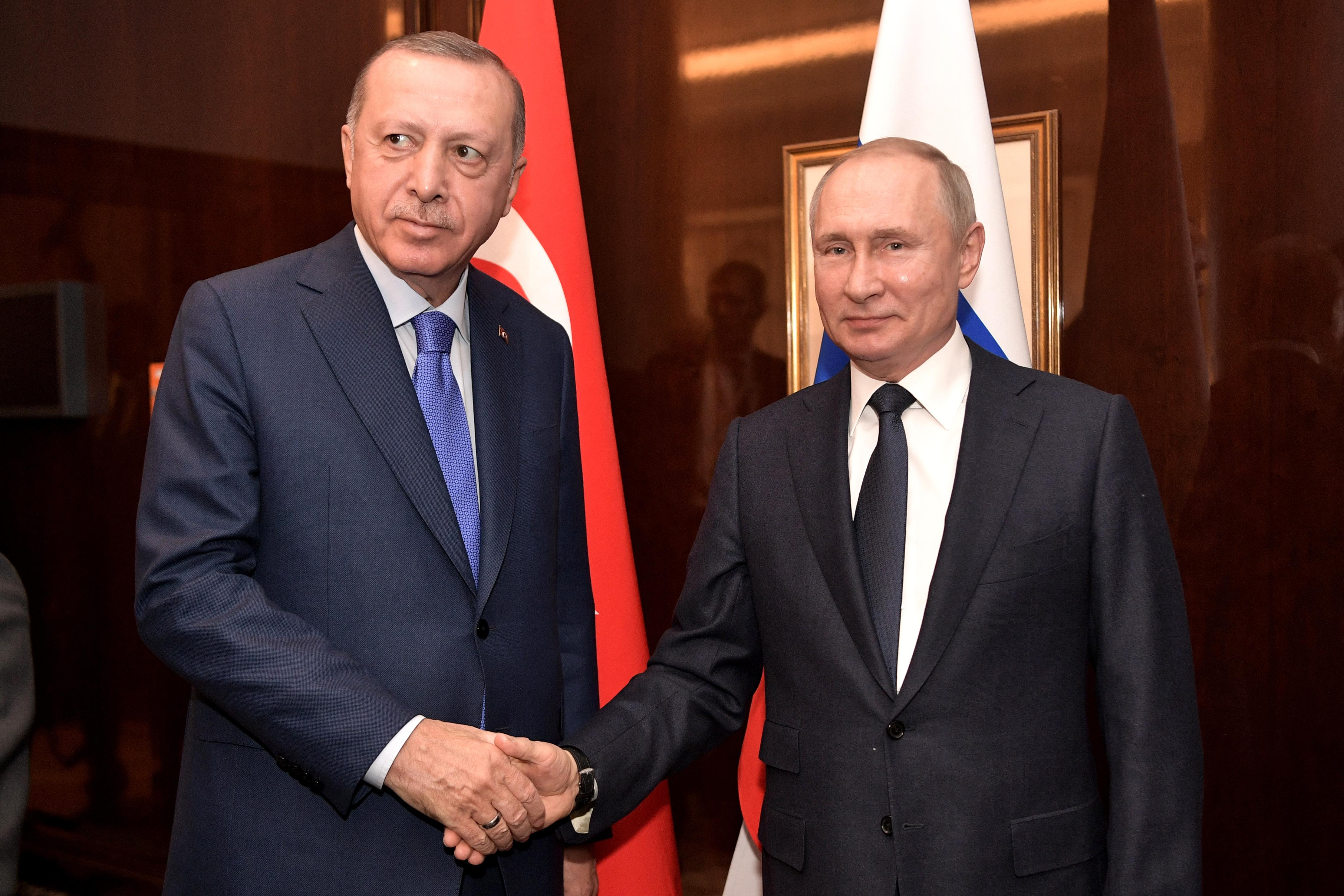
2020年，土耳其总统雷杰普·塔伊普·埃尔多安与俄罗斯总统弗拉基米尔·普京會晤

俄罗斯-土耳其关系（俄语：  ) 是指俄罗斯和土耳其之间的双边关系。

## 歷史
1453年奥斯曼人攻佔君士坦丁堡标志着信仰东正教的拜占庭帝国终结，俄羅斯後來成為最大的东正教國家。16世纪末到20世纪初，兩國的前身奥斯曼帝国和俄罗斯帝国之間長期敵對，並且兩國之間爆發過數次戰爭（俄土战争）。俄罗斯帝國试图削弱奥斯曼帝国，並扩大其在巴尔干地区的影响力以及試圖控制博斯普鲁斯海峡。第一次世界大战期間，俄羅斯帝國為協約國陣營，奧斯曼帝國則是同盟國陣營。1920 年代初期，由于布尔什维克俄罗斯政府在土耳其独立战争期间支持土耳其國民運動，两国关系升温。後來由於蘇聯對土耳其的領土主張以及蘇聯要求土耳其做出其他让步，两国关系在第二次世界大战结束时再次恶化。土耳其于1952年加入北约，并在冷战期间加入了反对华沙条约组织的西方联盟，两国关系再次陷入低谷。次年两国关系开始好转，苏联在斯大林死后放弃了對土耳其的领土主张。
1991年苏联解体后，土俄关系明显改善，两国成为彼此最大的贸易伙伴。俄罗斯成为土耳其最大的能源供应國，同时许多土耳其公司开始在俄罗斯开展业务。 1990年代，土耳其成为俄罗斯游客的首选外国目的地。
然而两国在纳戈尔诺-卡拉巴赫冲突、叙利亚内战、第二次利比亞內戰、科索沃战争、亚美尼亚种族灭绝等问题上依然存在不少分歧。2015年土耳其击落俄罗斯战斗机事件發生後，两国关系紧张。2016年土耳其政變發生後兩國關係再次正常化。2022年俄羅斯入侵烏克蘭發生後，土耳其积极協調俄羅斯和烏克蘭進行和談，並且為兩國談判提供場地。在许多欧洲国家停止从俄罗斯进口大部分石油和天然气后，土耳其成为西半球最大的俄罗斯能源进口国。同時俄罗斯還是土耳其最大半成材供应国。